# Nicolești, Mureș
Nicolești este un sat în comuna Crăciunești din județul Mureș, Transilvania, România. A fost înființat în 2006 prin reorganizarea comunei Crăciunești, din care face parte.

## Vezi și
- Biserica de lemn din Nicolești
- Biserica reformată din Nicolești

## Imagini

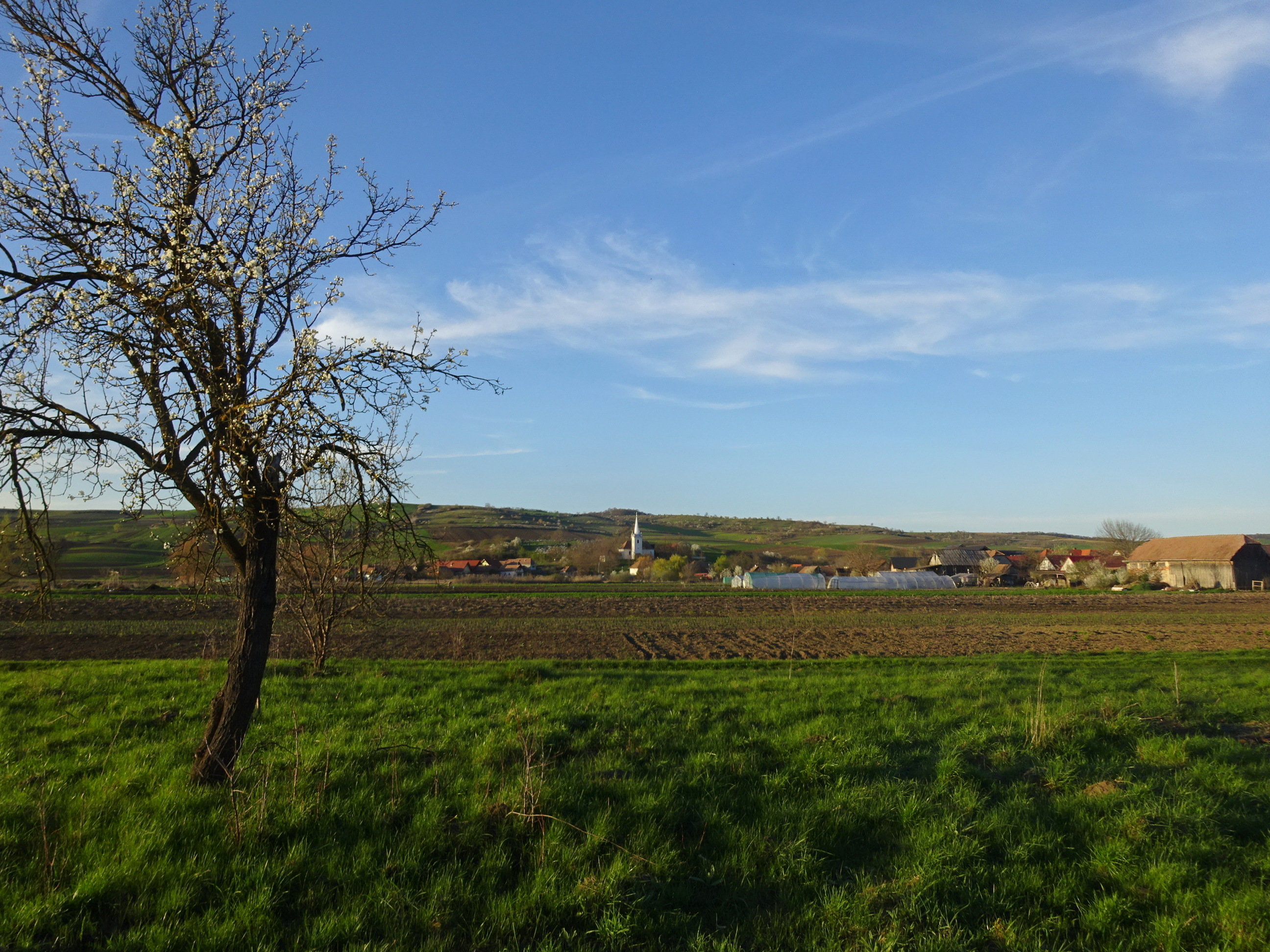
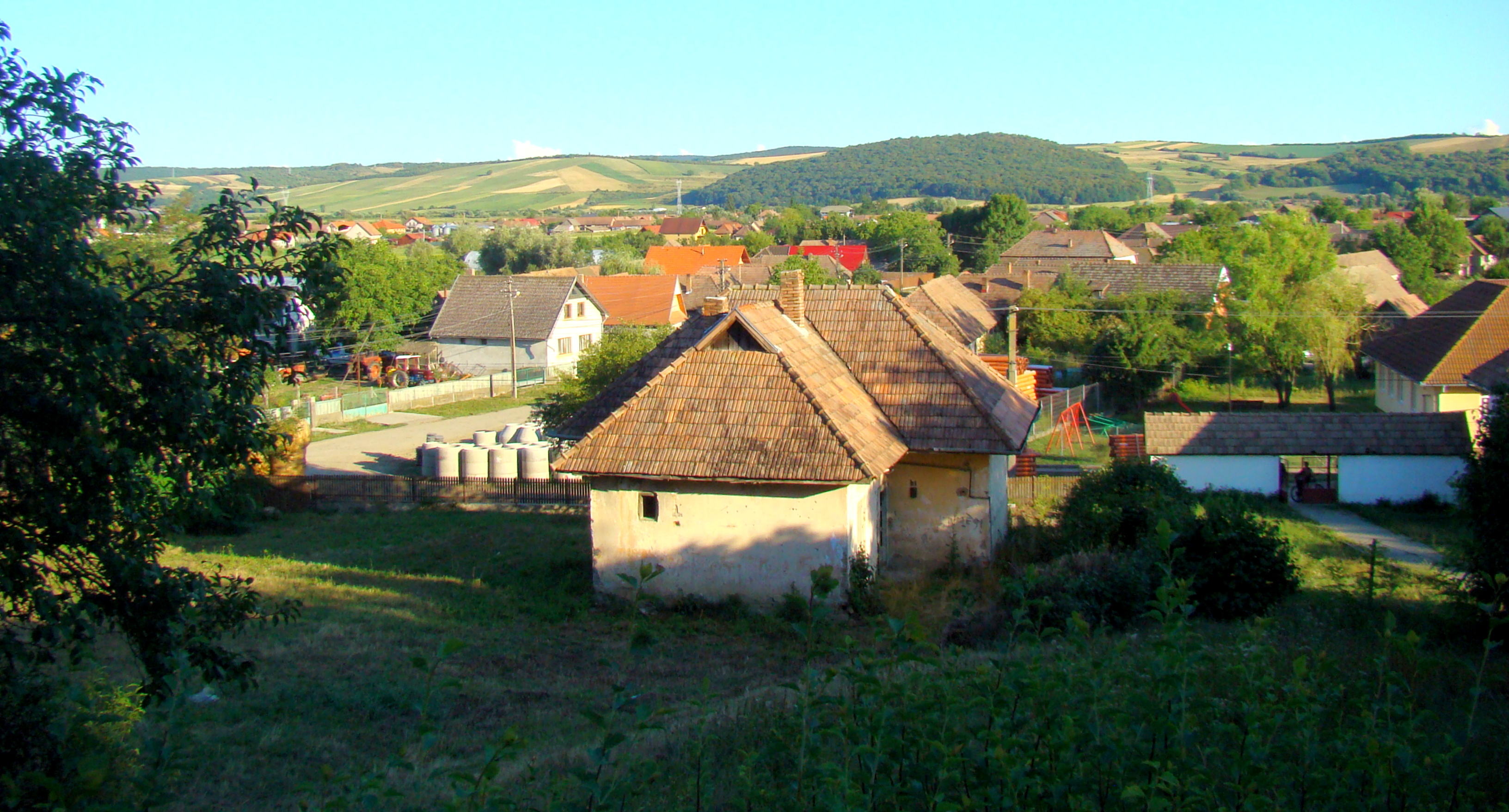
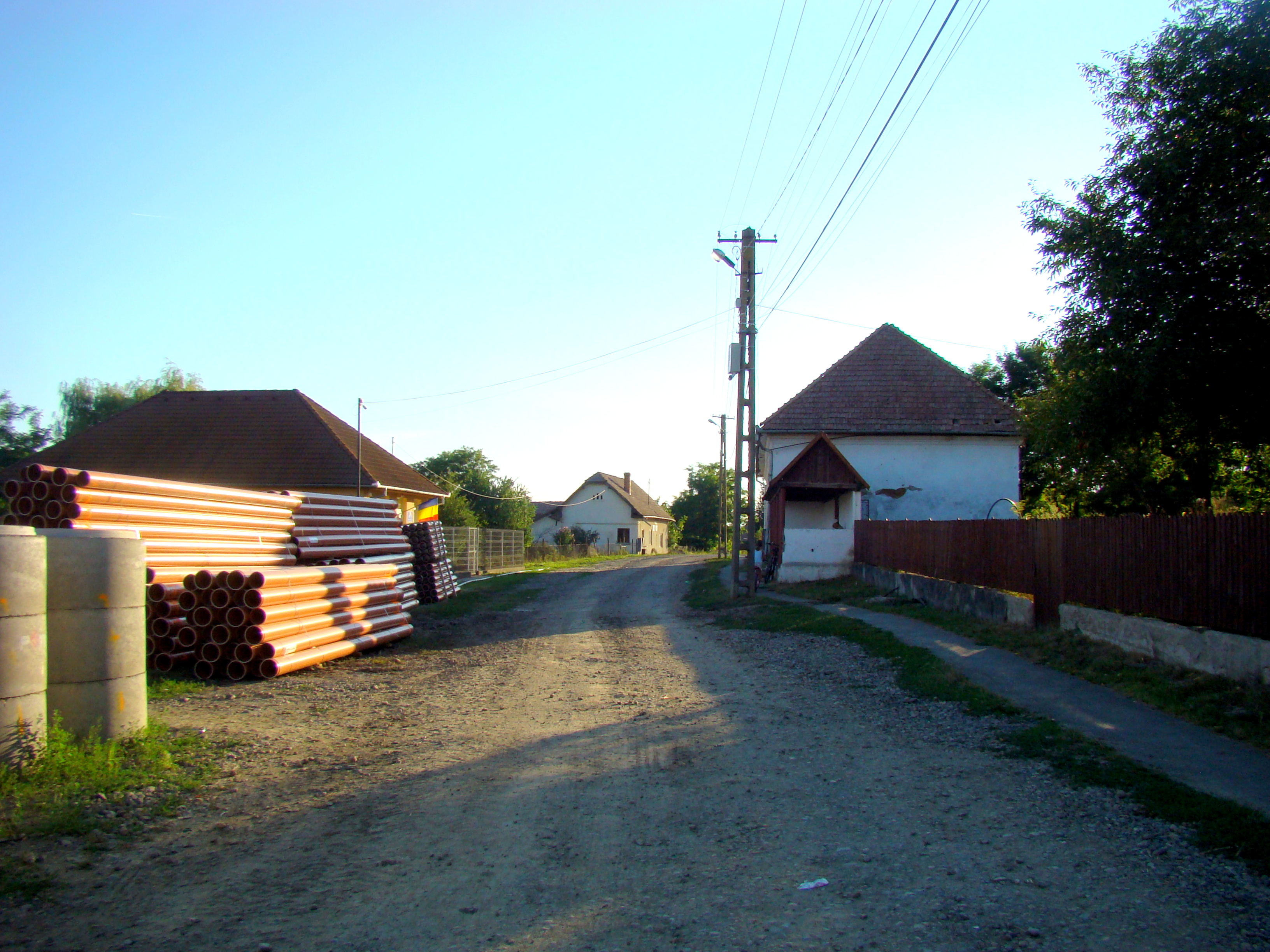
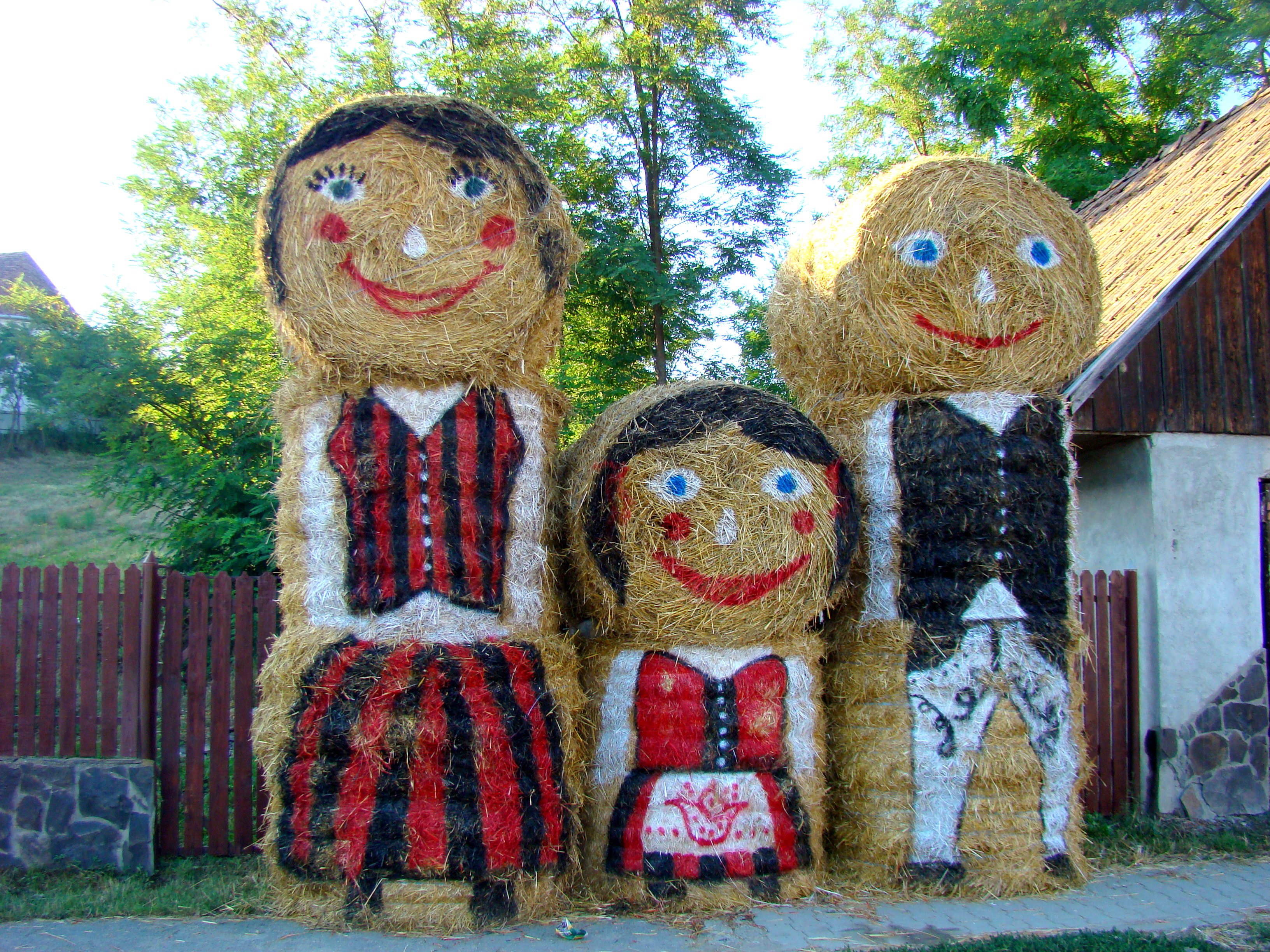
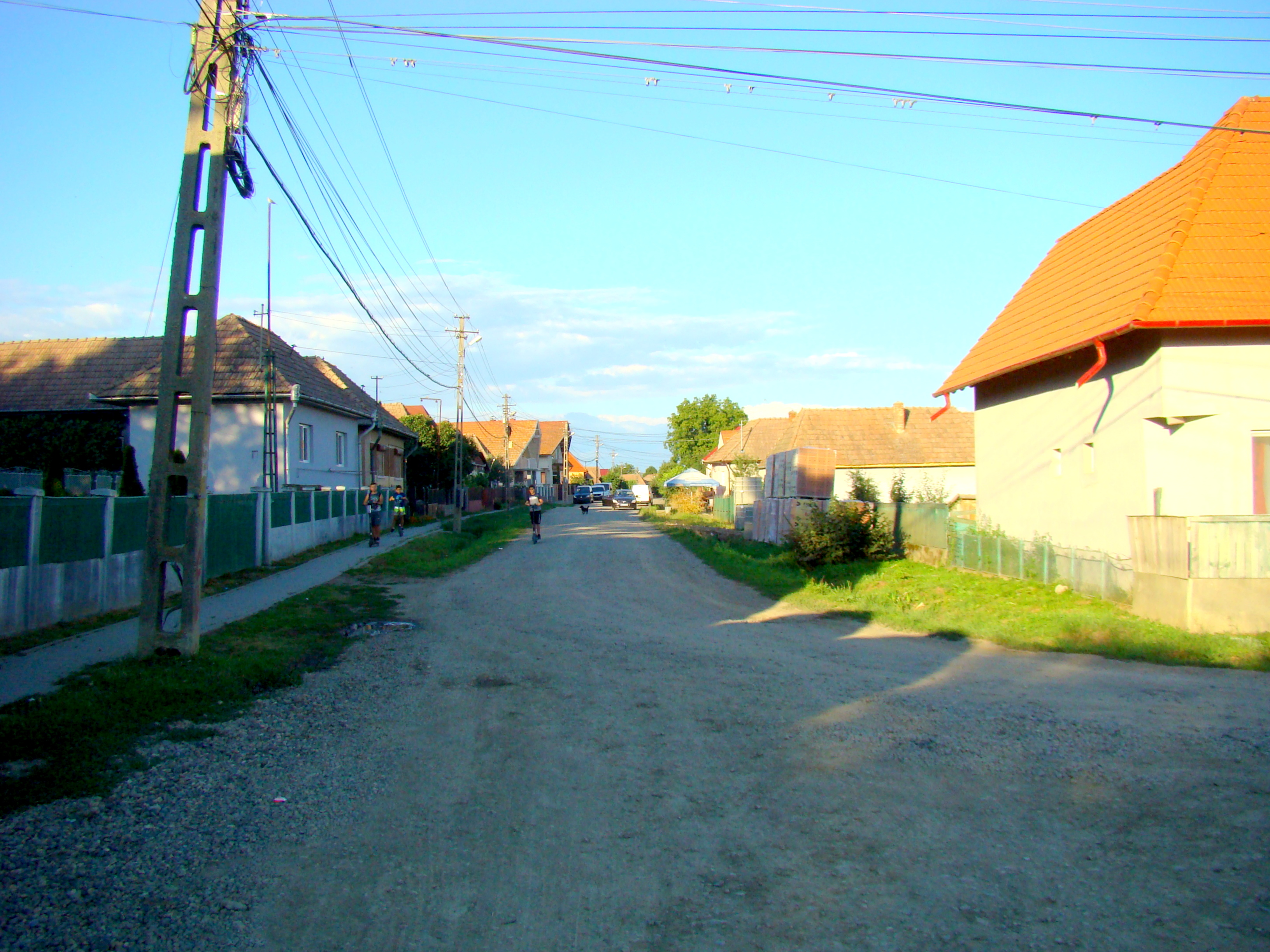
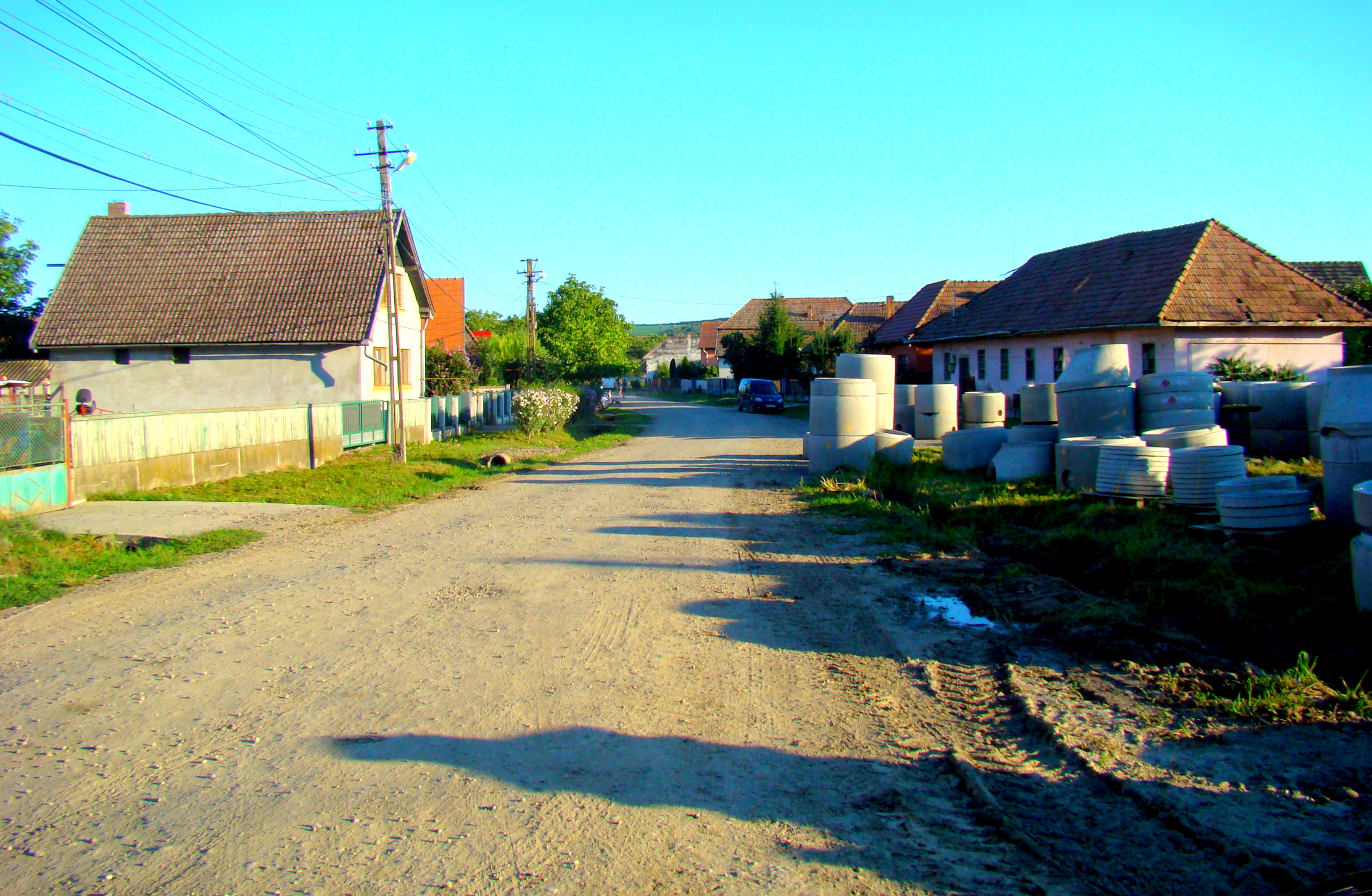
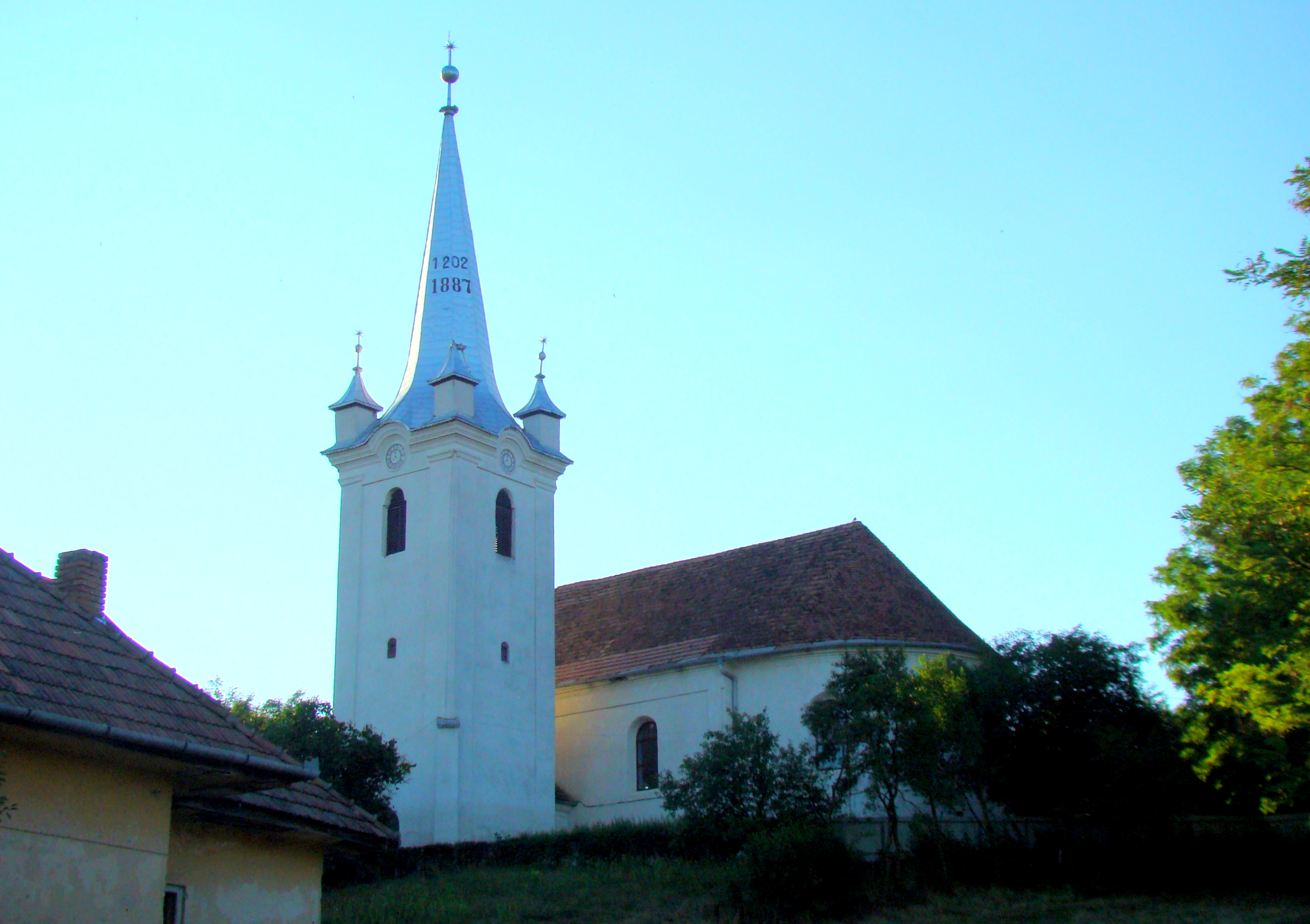
Biserica reformată (secolul XIII)
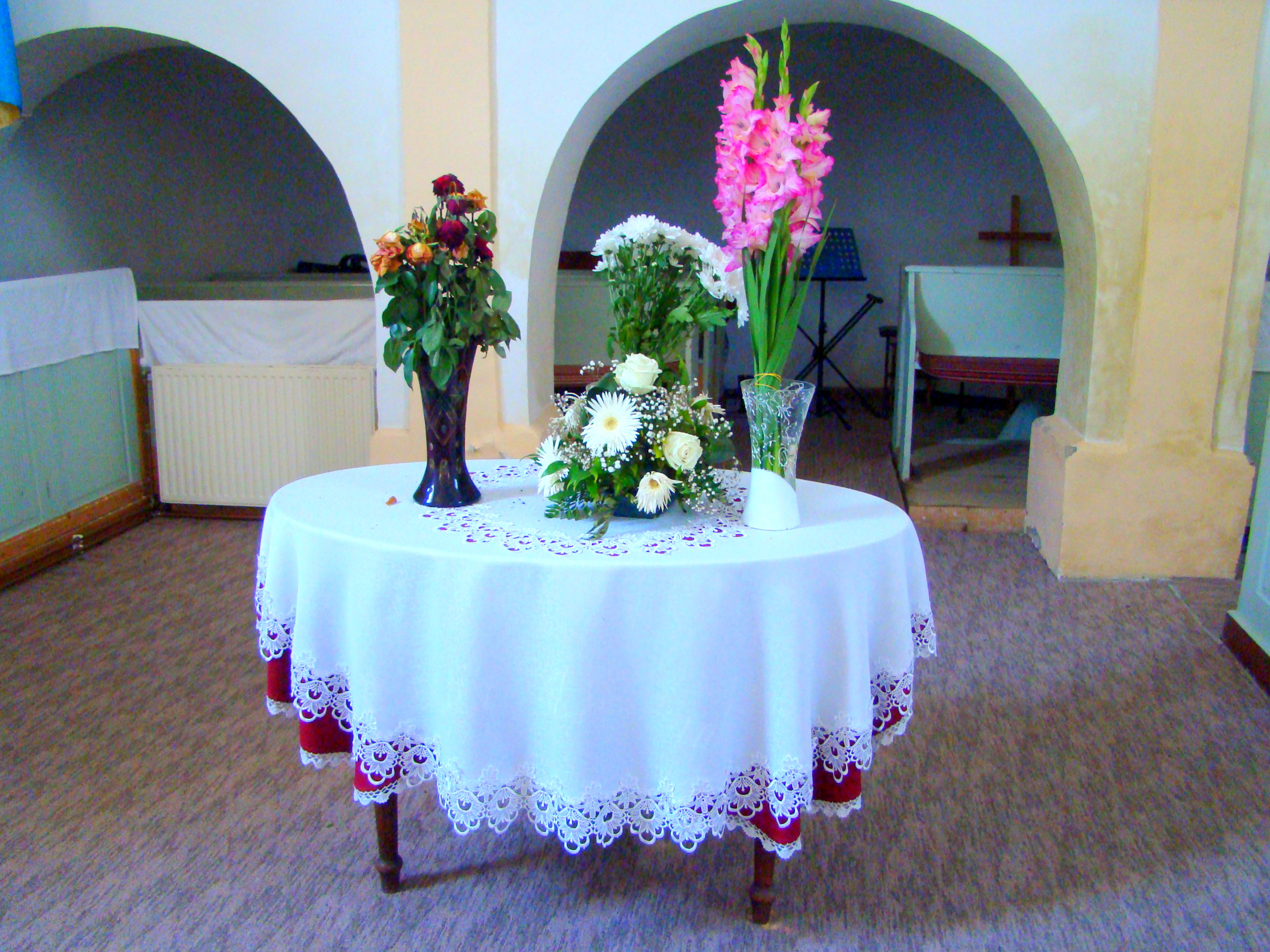
Masa Domnului
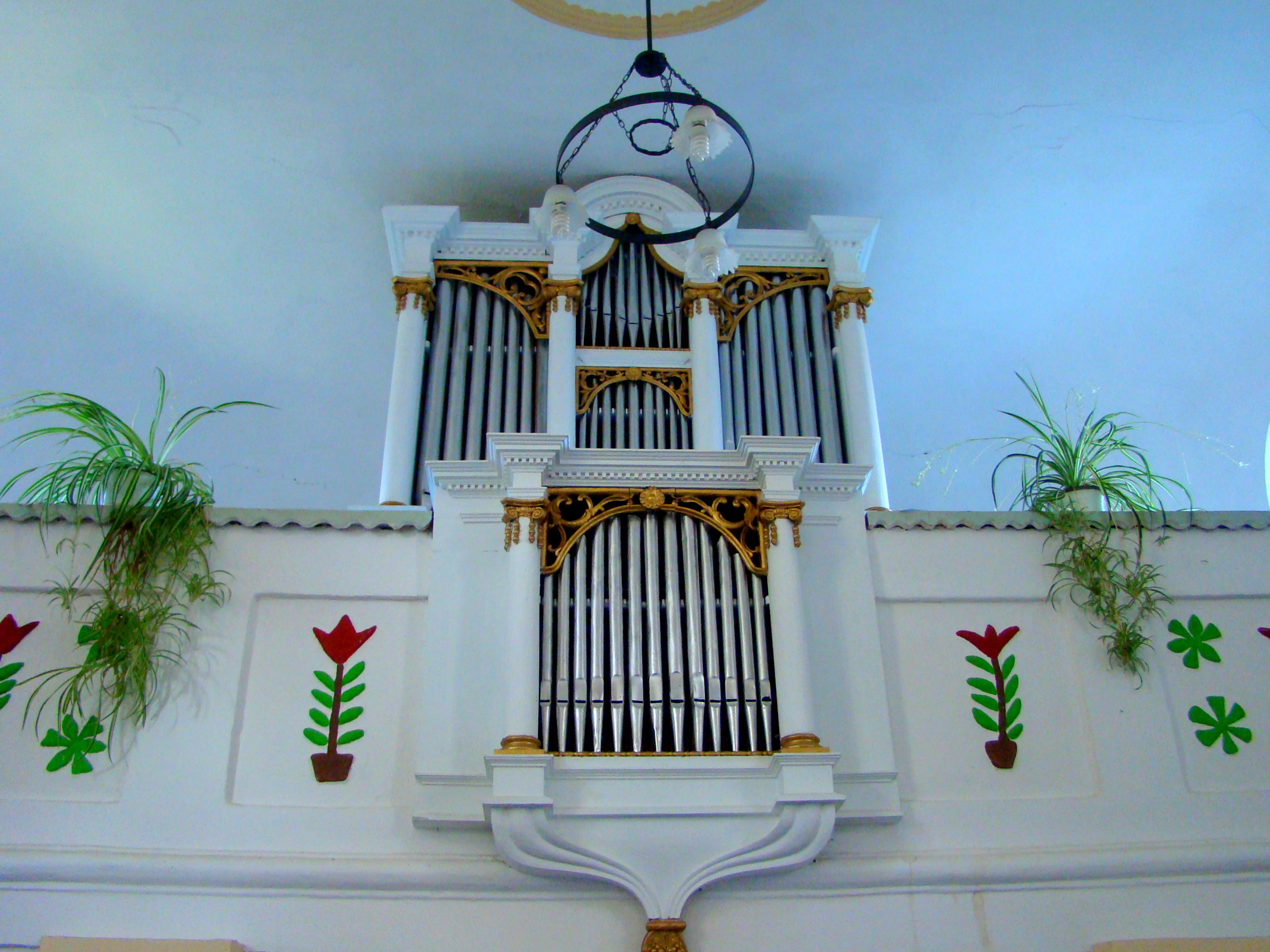
Orga
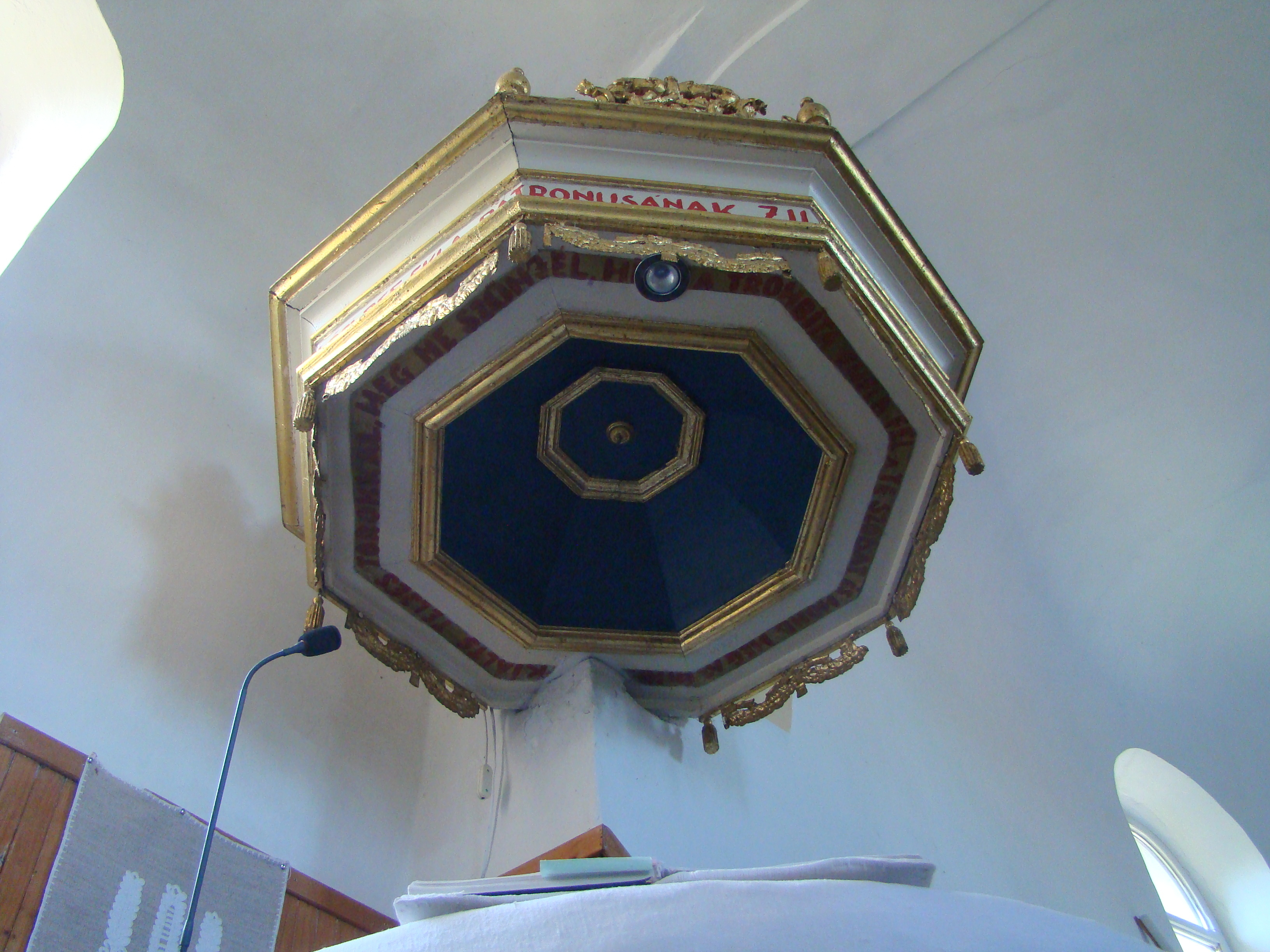
Coroana amvonului
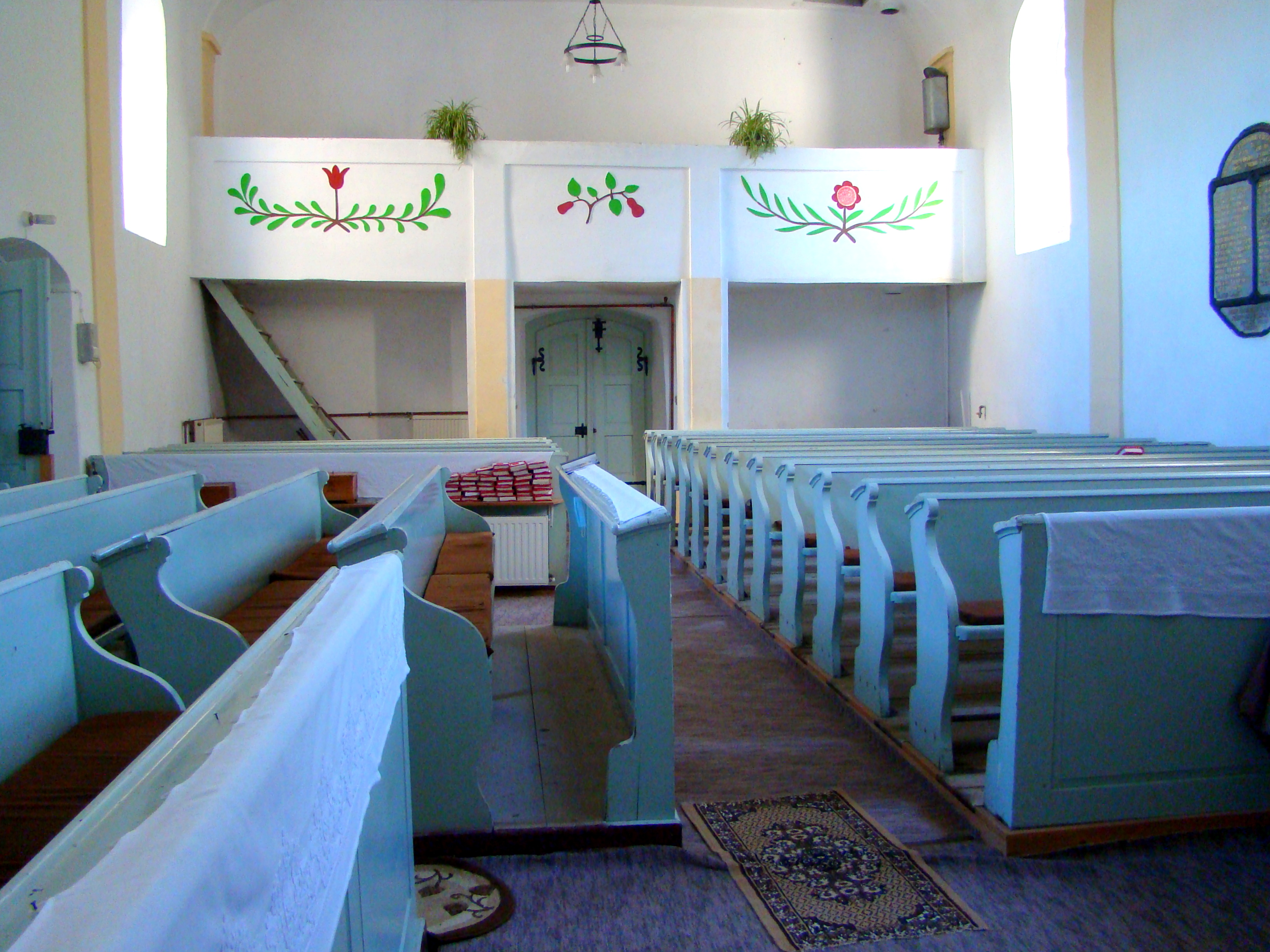
Nava spre empora de vest
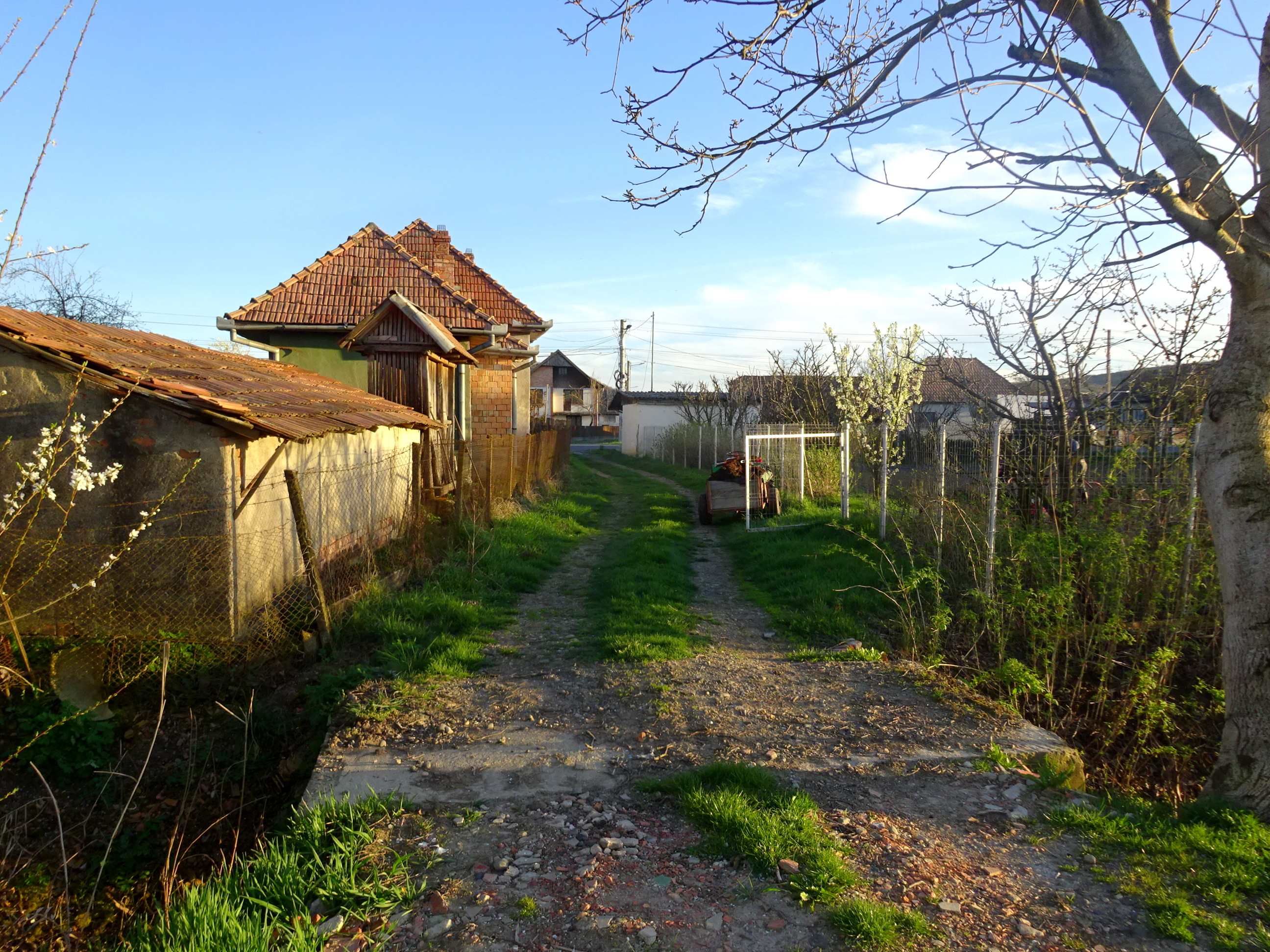
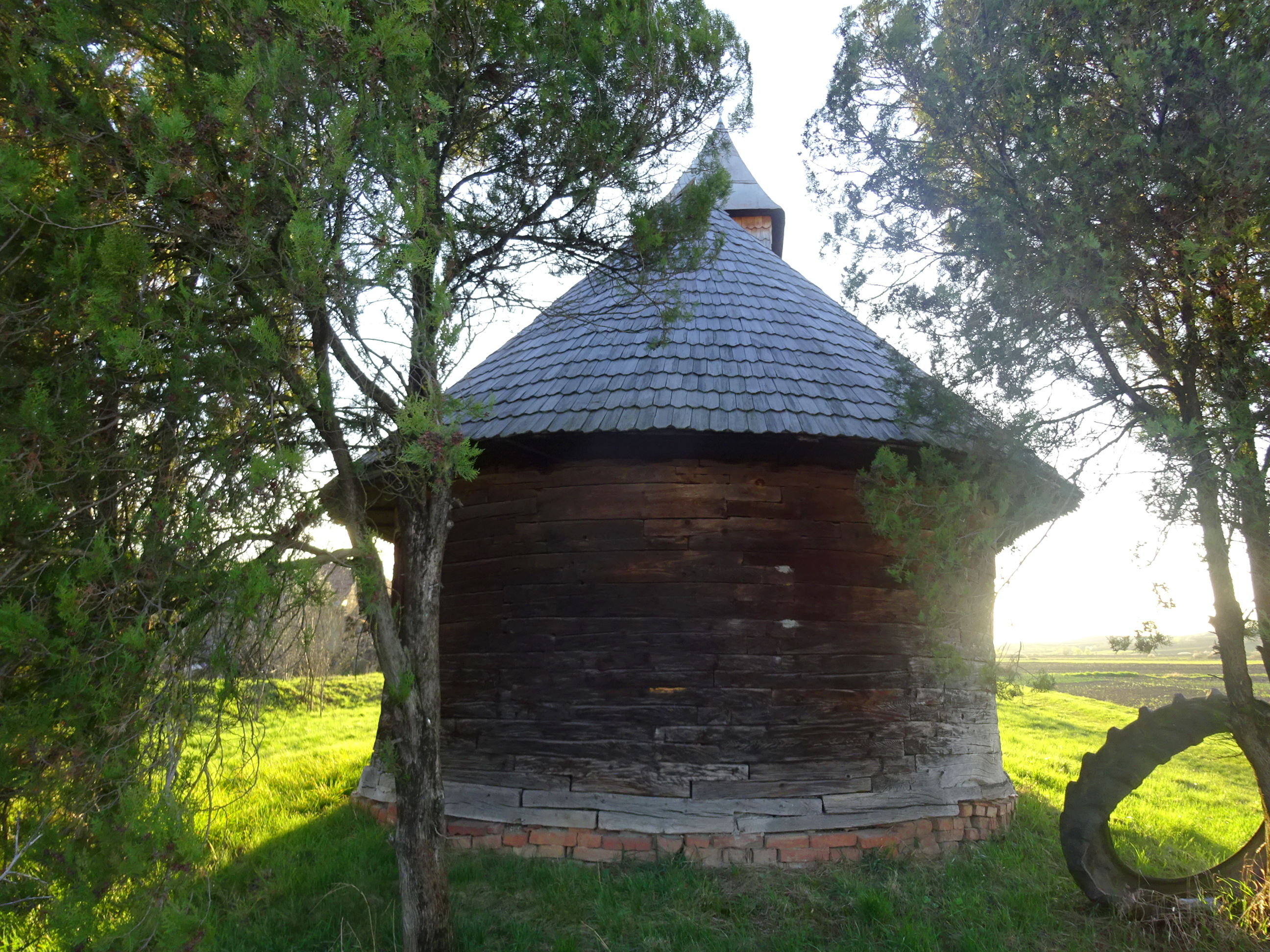
Biserica de lemn din Nicolești
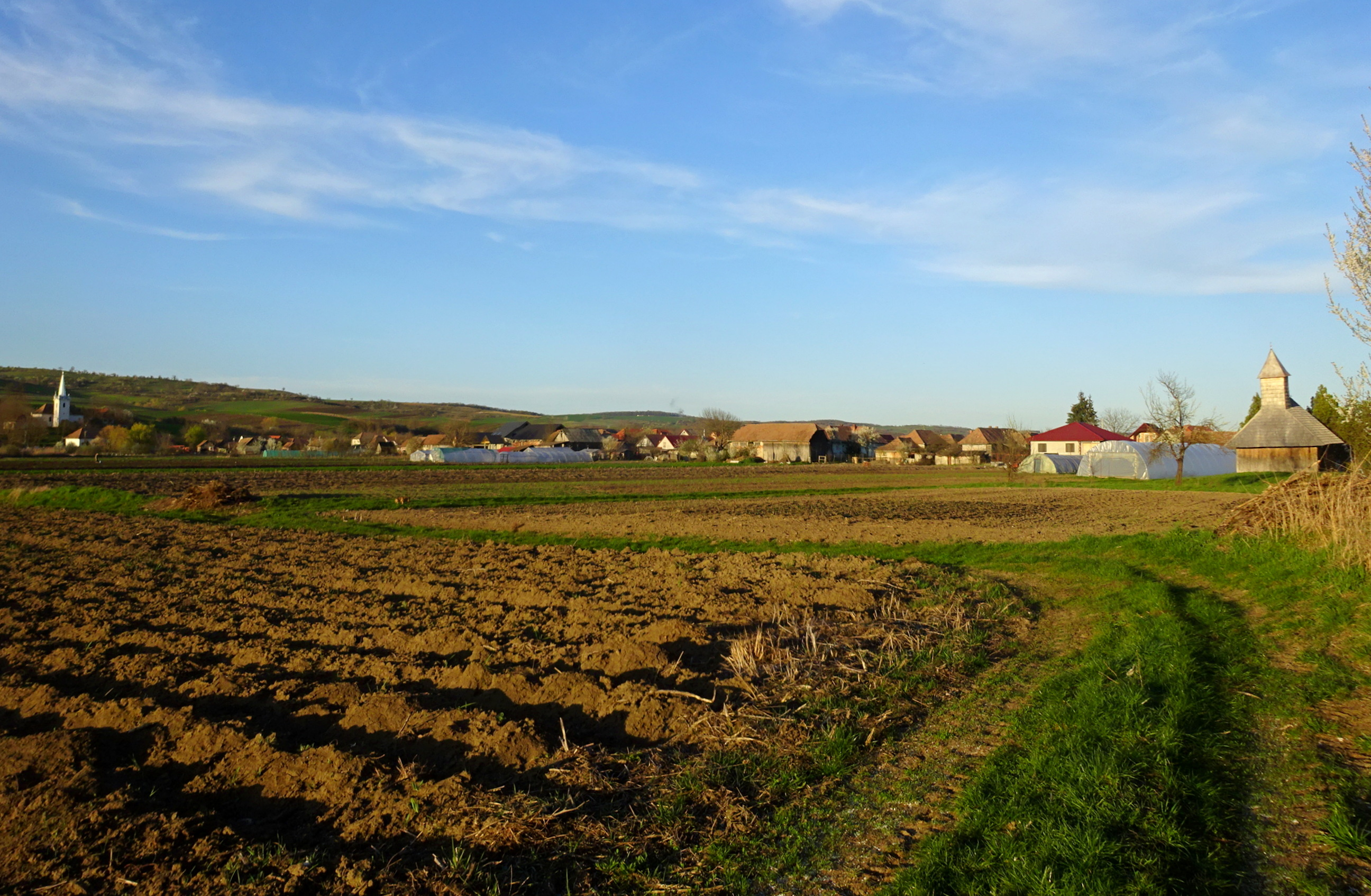